# Solomna, Volociîsk
Solomna (în ucraineană Соломна) este localitatea de reședință a comunei Solomna din raionul Volociîsk, regiunea Hmelnîțkîi, Ucraina.

## Demografie
Componența lingvistică a localității Solomna
     Ucraineană (99,37%)
     Alte limbi (0,63%)
Conform recensământului din 2001, majoritatea populației localității Solomna era vorbitoare de ucraineană (99,37%), existând în minoritate și vorbitori de alte limbi.